# Scythris baldensis
Scythris baldensis is een vlinder uit de familie dikkopmotten (Scythrididae). De wetenschappelijke naam is voor het eerst geldig gepubliceerd in 1979 door Passerin d'Entreves.
De soort komt voor in Europa.